# Marc Julia
Marc Yves Julia  (Paris, 23 de outubro de 1922 — 29 de junho de 2010) foi um químico francês.
Recebeu em 1990 a Medalha de Ouro CNRS em química. Descobriu a reação de olefinação de Julia em 1973.

## Biografia
Julia nasceu em 1922 em Paris, filho do matemático Gaston Julia. Estudou física na Escola Normal Superior de Paris e após receber seu diploma juntou-se ao grupo de Ian Heilbron no Imperial College London, onde obteve seu primeiro PhD. Após retornar à França seu interesse voltou-se para a química e ele recebeu então seu segundo doutorado, orientado por Georges Dupont.

## Prémios e honrarias
- 1954 - Prémio Parkin[3]
- 1960 - Prémio Louis Bonneau[3]
- 1961 - Prémio Raymond Berr[3]
- 1967 - Prémio Albert de Monaco[3]
- 1973 - Prémio Jecker[3]
- 1973 - Medalha Berthelot[3]
- 1989/90 - Prémio do Centenário da Royal Society of Chemistry[4]
- 1990 - Medalha de Ouro CNRS[5]
- 1992 - Medalha Lavoisier (SCF)[6]